# Williamsburg (Massachusetts)
Williamsburg – miasto w Stanach Zjednoczonych, w stanie Massachusetts, w hrabstwie Hampshire.